# Prentkunst

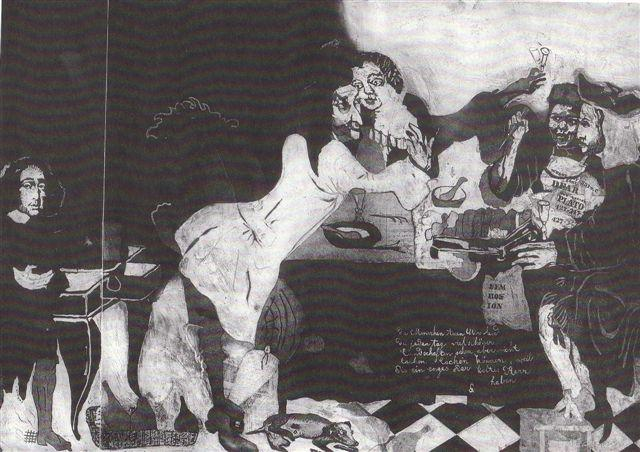
Simon Koene: Dear Plato, 1970 (ets, aquatint)

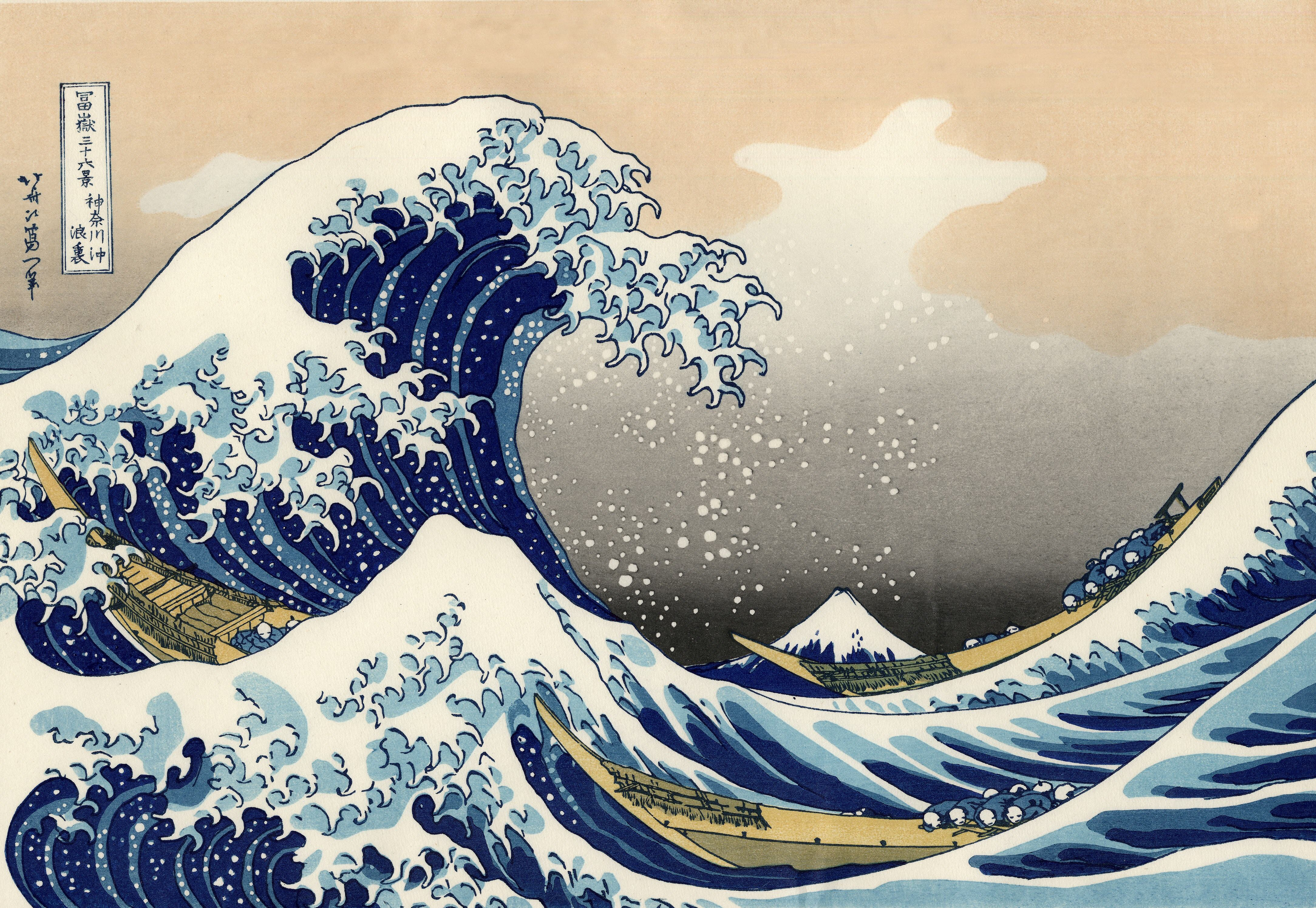
Hokusai: De grote golf van Kanagawa (houtsnede)

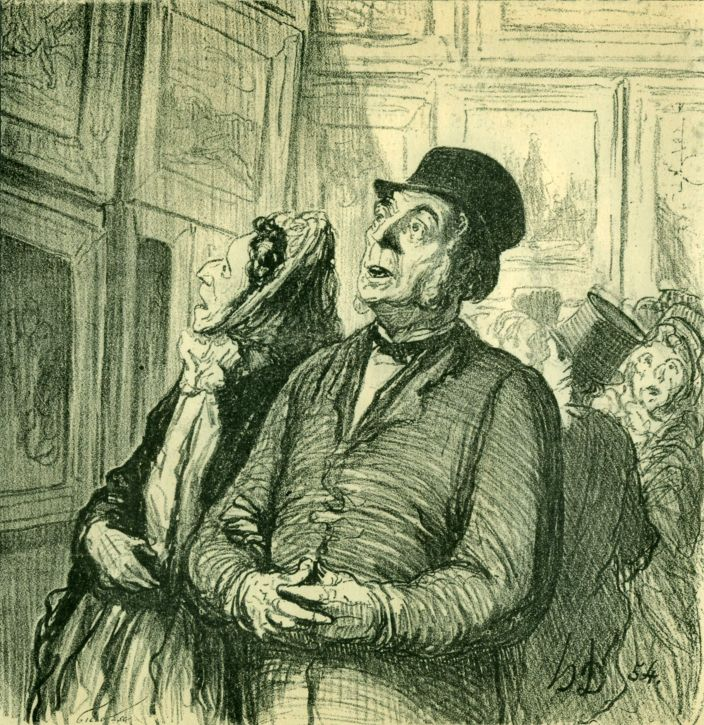
Honoré Daumier: In het museum, (litho)

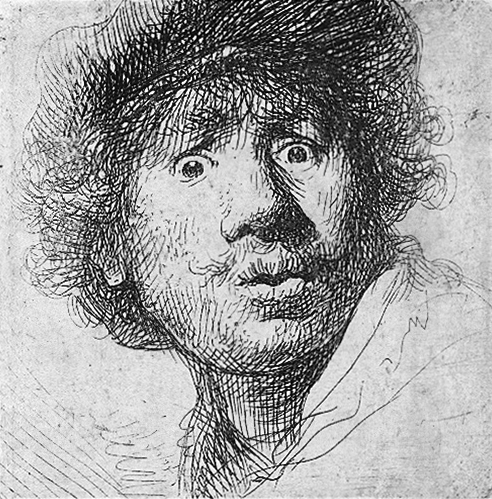
Rembrandt: zelfportret (ets)

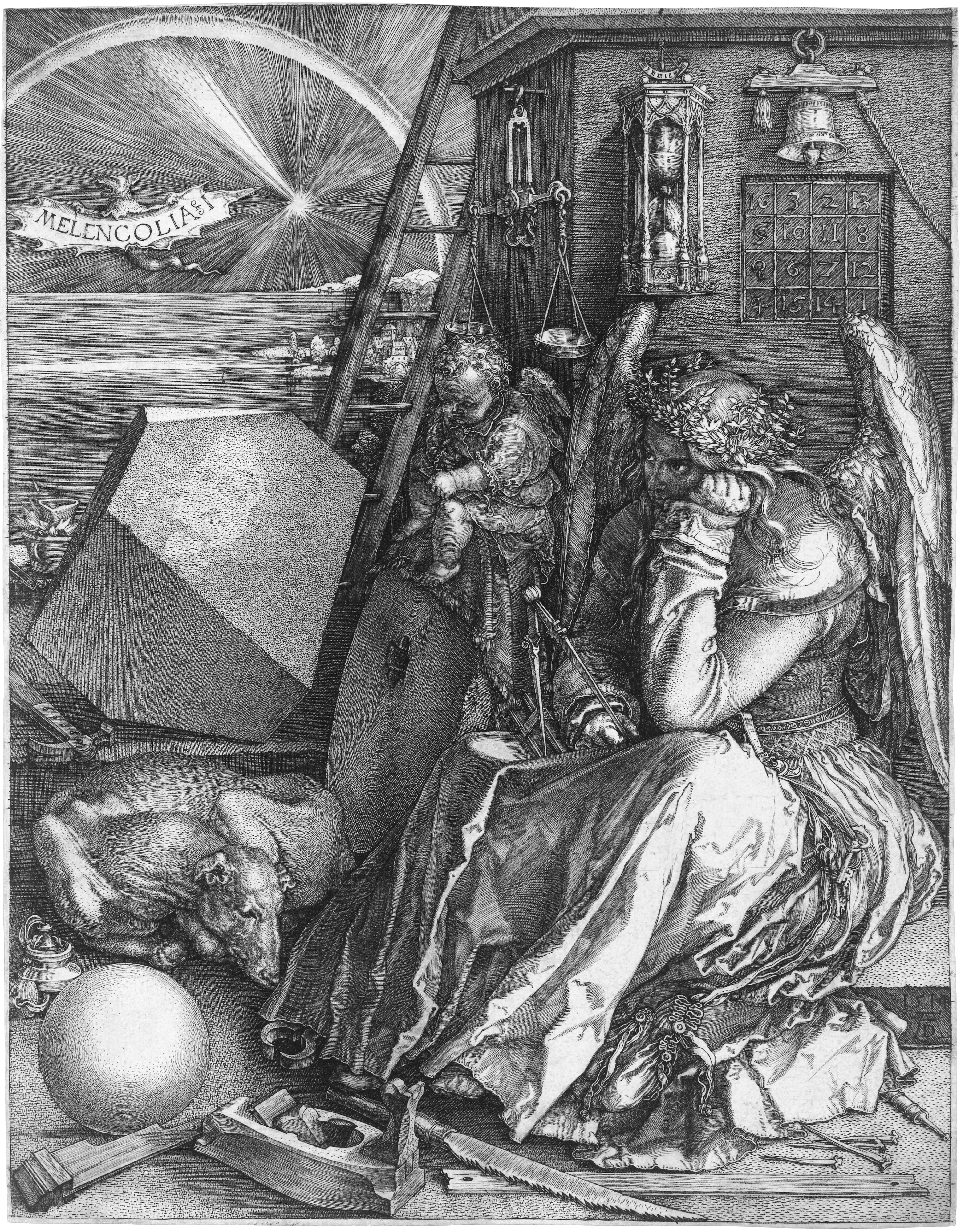
Albrecht Dürer: Melencolia I (gravure)

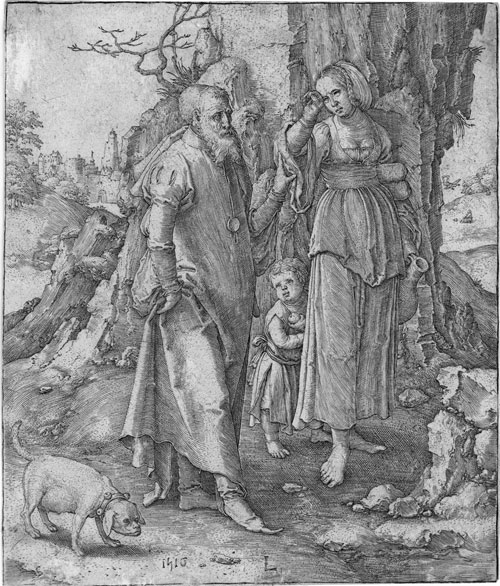
Lucas van Leyden: Abraham verstoot Hagar (gravure)

Prentkunst (ook: grafiek) is een vorm van beeldende kunst waarbij de kunstenaar gebruikmaakt van een druktechniek om een werk in oplage te vervaardigen. Ook de afbeeldingen die op deze manieren worden gemaakt (de werken) worden grafiek (ook: prenten) genoemd.

## Gebruik
Het gebruik van grafische technieken door een kunstenaar kan verschillende redenen hebben, bijvoorbeeld:
- dat er meerdere afnemers mogelijk zijn van de gemaakte kunst
- dat grafiek goedkoper is voor de afnemer
- dat de kunstenaar zich in dit medium optimaal kan uitdrukken

Een prent kan een opzichzelfstaand kunstwerk zijn, maar kan ook samen met andere prenten uitgegeven worden in een map. Grafiekmappen worden uitgegeven bij bijzondere gelegenheden en hebben vaak een thema. Verschillende kunstenaars kunnen een bijdrage leveren aan een grafiekmap.
Een grafiekmap met werken van één kunstenaar rond één thema heet een suite. Beroemd is de Volpini suite van Paul Gauguin. De suite "La passion d'un homme" uit 1918 van Frans Masereel was de eerste suite met een verhaallijn. Masereel kreeg snel opvolging door kunstenaars als Lynd Ward en Otto Nückel. Dit soort suites wordt aangeduid met de term "grafische novelle" of "roman in beelden". Ze moeten echter niet verward worden met "graphic novels" of beeldromans, een soort stripverhaal. In een grafische novelle bestaat elke pagina uit één prent met een eigen artistieke waarde en zijn er geen tekstballonnen of bijschriften aanwezig. In het Engels spreekt men soms van "novels without words" of "silent novels". Tekenaars van graphic novels, zoals Art Spiegelman, hebben zich wel geïnspireerd op de grafische novelle.
Het stripverhaal is een op grote schaal voorkomende vorm van grafiek en wordt meestal gedrukt in vlakdruk zoals offset-vierkleurendruk.
Prenten worden ook veelvuldig gebruikt om teksten te illustreren. De prenten die Gustave Doré maakte bij de Bijbel behoren tot het collectieve geheugen. Net zoals middeleeuwse miniaturisten maken bepaalde grafische kunstenaars kleine illustraties voor het begin van een hoofdstuk, de marge van een tekst of het begin en einde van een alinea. In dat geval spreekt men van een vignet. De Amerikaanse kunstenaar Rockwell Kent maakte bijvoorbeeld vignetten voor Moby Dick.
In kranten en tijdschriften worden prenten gebruikt om een visie te geven op de actualiteit. Vaak gaat het om een humoristische visie om een situatie aan de kaak te stellen. Dit soort prenten worden spotprenten genoemd.
Tot de kleingrafiek worden allerlei vormen van grafiek gerekend, die voor een speciale gelegenheid zijn vervaardigd. Daarom spreekt men ook wel van gelegenheidsgrafiek. Te denken valt aan kerst- en nieuwjaarswensen, aankondigingen van geboorte of huwelijk, verhuisberichten, uitnodigingen voor exposities enz. Wat Nederland betreft beleefde deze kunstvorm in de eerste helft van de 20e eeuw zijn grootste bloeiperiode .
Een ex libris is een klein stukje grafiek dat oorspronkelijk gebruikt werd als eigendomskenmerk in een boek, maar dat tegenwoordig ook als opzichzelfstaande kunst geproduceerd en verzameld wordt.

## Geschiedenis
Houtsneden worden van oudsher in het Verre Oosten, met name in China en Japan, gemaakt. Toch is de oorsprong van de prentkunst in Europa waarschijnlijk niet daar, maar in het antieke Egypte te vinden, waar men houtblokken gebruikte om textiel van patronen te voorzien. Pas in de late Middeleeuwen duiken in de patronen ook echte voorstellingen van figuren, dieren en landschappen op. In de veertiende eeuw komen uiteindelijk de eerste houtsneden op papier van de pers. Het gaat dan voornamelijk om speelkaarten en heiligenprenten met het Duitse Ulm als productiecentrum. De vroegste houtsnede met een datum erop komt evenwel uit de Zuidelijke Nederlanden, een Madonna uit 1418. In de Noordelijke Nederlanden worden op dat moment blokboeken gemaakt, dat zijn boeken waarvan iedere pagina -met of zonder tekst - als geheel, dat wil zeggen zonder losse letters, wordt afgedrukt. Een voorbeeld is de Ars moriendi.
Vrijwel parallel met de houtsnede ontwikkelt zich de kopergravure. Eeuwen lang hebben mensen door te krassen met een hard voorwerp metalen voorwerpen versierd. De kopergravure bood voordelen ten opzichte van de houtsnede: lijnen konden dichterbij elkaar gezet worden en kruisarceringen werden veel gemakkelijker te bereiken. Hierdoor bereikt men een hoger artistiek niveau. Ook de kopergravure vindt zijn eerste bloei in Duits gebied, met name Martin Schongauer brengt de prentkunst op een hoger niveau.
Drukken is in die dagen een ambacht, namen van kunstenaars zijn meestal onbekend en vaak worden de verschillende stappen van het drukprocedé door verschillende personen uitgevoerd. De plaatsnijders behoren tot de ambachten, waarbij moet worden opgemerkt dat de houtsnijders tot het gilde der houtbewerkers hoorden en de kopergraveerders tot het gilde der edelsmeden. Ook Albrecht Dürer begint als edelsmid en maakt eerst, in navolging van Schongauer, kopergravures voor hij houtsneden van ongeziene klasse maakt.
Schongauer en Dürer krijgen al snel navolging in de Nederlanden, met name van Lucas van Leyden in het noorden en Jan Gossaert in het zuiden. De uitvinding van de boekdrukkunst in de tweede helft van de 15de eeuw heeft vele gevolgen, ook voor de prentkunst. Allereerst worden tekst en bijbehorende illustratie los van elkaar ontworpen, en dat zal zo blijven tot laat in de 19de eeuw. Verder vindt er een snelle professionalisering plaats. Halverwege de 16de eeuw kwamen de eerste professionele prentenuitgevers, zoals Hieronymus Cock. Hun doel was om kennis zo veel mogelijk te verspreiden, o.a. door bestaande schilderijen zo getrouw mogelijk te reproduceren. Dit stimuleerde dan weer kunstenaars, waardoor de prentkunst tot een volwaardige kunstvorm kon uitgroeien. Hendrick Goltzius verfijnde de kopergravure verregaand door verschillende lijntypen te gebruiken. Doordat de kopergravure de belangrijkste techniek wordt in de 16de eeuw, verdwijnt de houtsnede naar de achtergrond. Toch verdwijnt de houtsnede niet helemaal, want aan het begin van de 17de eeuw ligt zij aan de basis van een nieuw fenomeen: de centsprent of volksprent.
Op het einde van de 16de eeuw neemt de ets het van de kopergravure over. Bij een ets wordt een dunne waslaag op de koperplaat (of zinkplaat) aangebracht. De tekening wordt aangebracht door was weg te krassen, waarna het geheel in een zuurbad wordt gedompeld. Daar waar het was weggekrast is, kan het zuur groefjes maken in de plaat. Etsen gaat daardoor sneller en laat toe nog verfijnder te werken. Gedurende twee eeuwen zal etsen de dominante techniek zijn voor het vervaardigen van prenten. In de 17de eeuw is Rembrandt zonder twijfel de invloedrijkste prentkunstenaar. In de 18de eeuw is die rol voor Piranesi weggelegd. De ets en de kopergravure zullen echter altijd geliefd blijven bij vele kunstenaars. Bekende voorbeelden zijn de gravures die Goya maakte tijdens de Spaanse Onafhankelijkheidsoorlog begin 19de eeuw en de etsen van James Ensor op het einde van de 19de eeuw.
Ondertussen bleven kunstenaars duchtig experimenteren met druktechnieken. Dat leverde in de 17de eeuw een bloeiperiode van de mezzotint op.
In de loop van de 19de eeuw zal het aangezicht van de prentkunst grondig veranderen. Kort voor het begin van de 19de eeuw, in 1796, wordt in Beieren door Alois Senefelder bij toeval de mogelijkheid om prenten te maken door op een steen te tekenen en te schilderen ontdekt: de lithografie of steendruk wordt geboren. Deze heeft verschillende voordelen: 1) de kunstenaar tekent op de steen zoals hij op papier zou tekenen en hoeft dus niet te krassen of te snijden; 2) men kan met krijt, pen of penseel werken en men verkrijgt ook het uiterlijk van een krijttekening, een pentekening of een aquarel als resultaat; 3) een vrijwel onbeperkte oplage is mogelijk. Dat was niet het geval bij de ets en de kopergavure, waar de groefjes in de plaat na het drukken steeds iets dichter op elkaar staan. Door de grote oplage werd het een geliefde manier om actuele gebeurtenissen te illustreren, wat onder andere Honoré Daumier dan ook met verve deed. Daumier kreeg veelvuldig navolging, onder andere in Nederland door Johan Braakensiek.
Een tweede nieuwe techniek die rond 1820 doorbreekt is de staalgravure. Deze techniek is verwant met kopergravure. Deze techniek maakt het mogelijk zeer grote oplagen te maken en prenten van relatief grote omvang. Geïllustreerde boeken en tijdschriften werden daardoor relatief goedkoper, en dus wijder verspreid.
Een derde belangrijke techniek kent aanvankelijk veel succes en Engeland, maar zal snel de rest van Europa veroveren: de houtgravure. Anders dan bij een houtsnede, waar uit de langse kant van een houtblok stukken worden weggesneden, snijdt men voor een houtgravure in de kopse kant van het houtblok. De lijnen kunnen hierdoor veel dichter op elkaar staan.
Op artistiek gebied zorgt de komst van koloniale goederen voor een totale omwenteling. In het bijzonder de ontdekking van de Japanse Ukiyo-e-prenten zet de kunstwereld op zijn kop. Deze Japanse prenten zijn gemaakt met houtblokken, maar verschillen verder in zowat alles van de tot dan toe bekende prenten in Europa. Ten eerste worden ze in kleur gedrukt. Europese prenten werden tot dan toe altijd in zwart wit gedrukt en pas later ingekleurd. Ten tweede zijn ze opgebouwd uit vlakken. Europese prenten waren tot dan toe altijd uit lijnen opgebouwd. Ten derde behandelen ze andere onderwerpen dan wat men tot dan toe gewoon was, namelijk vergankelijke taferelen uit het dagelijks leven, waarbij de kracht, het gevoel dat uit de prent sprak het belangrijkste was. Europese prenten behandelden voornamelijk een herkenbaar persoon of locatie, een historische gebeurtenis of religieuze en mythologische motieven. Ook de keuze van beelduitsnede door de Japanse ontwerpers was nieuw voor Europa. De invloed van de Ukiyo-e gaat veel verder dan enkel de prentkunst, ze draagt bij tot het ontstaan van de moderne kunst in het algemeen. Zowel de schilderijen van Vincent Van Gogh, Paul Gauguin en Claude Monet, de affiches van Henri de Toulouse-Lautrec en de houtsneden van Edvard Munch zijn rechtstreeks schatplichtig aan de Ukiyo-e.
Naast de Ukiyo-e zorgt ook de kolonisatie van de laatste witte plekken op de wereldkaart, zoals de binnenlanden van Afrika en de Stille Zuidzee voor een totaal andere kijk op kunst. Dat komt op precies het goede moment, want door de doorbraak van de fotografie is zuiver reproduceren door middel van prenten voor kunstenaars geen optie meer. Zo inspireren de maskers en de houten fetisjbeelden uit het hart van Afrika de Duitse expressionisten van Die Brücke. Zij krijgen in Nederland navolging door de kunstenaars van De Ploeg. Tijdens het Fin de siècle wordt de prentkunst populair bij de burgerij. In steden als Parijs en Wenen wedijveren kunstenaars als Félix Vallotton om de gunst van verzamelaars.
Aan dit alles komt bruusk een einde door de Eerste Wereldoorlog. De wreedheid van de oorlog aan het front laat kunstenaars als Otto Dix en Henry de Groux niet onverschillig. Voor de makers van politieke spotprenten zijn het hoogdagen. In geïllustreerde tijdschriften als Simplicissimus in Duitsland, L’Assiette au beurre in Frankrijk en de Groene Amsterdammer in Nederland wordt de actualiteit becommentarieerd door de bril van respectievelijk de centralen, de geallieerden en de neutralen. Door de komst van de zeefdruk kunnen deze prenten op zeer grote schaal verspreid worden.
Maar ook de excessen van de harde kapitalistische samenleving kunnen niet genegeerd blijven. Kunstenaars als Käthe Kollwitz en Frans Masereel trekken zich het lot aan van de grote maar verarmde arbeidersklasse. Anders dan hun voorgangers willen zij kunst voor het volk maken. Hun sociaal engagement zal wereldwijd navolging krijgen, al zal dat in veel landen na verloop van tijd verwateren tot propaganda voor linkse partijen.
In de loop van de twintigste eeuw verdwijnt de prentkunst, mede door de komst van film, radio en televisie meer naar de achtergrond, al heeft elke kunststroming wel zijn prentkunstenaars. Zo maakte Picasso kubistisch figuratieve gravures, Karel Maes geometrisch-abstracte houtsneden en Karel Appel samen met Pierre Alechinsky prenten waar verschillende technieken met elkaar vermengd worden in authentieke Cobra-stijl. Na de Tweede Wereldoorlog breekt de popart door. De zeefdrukken van Andy Warhol, die met duizenden tegelijkertijd gedrukt worden, zetten de vraag in hoeverre kunst als authentiek kan worden beschouwd op scherp.
In de tweede helft van de twintigste eeuw is er steeds meer aandacht voor abstracte en conceptuele kunst, waartoe de prentkunst zich minder makkelijk leent. Hierdoor neemt ook de aandacht voor grafiek aan de kunstacademies af. In Nederland was de Academie Minerva de laatste die een volwaardige opleiding tot grafisch kunstenaar gaf. Desondanks zijn er vandaag nog veel kunstenaars die zich met grafiek bezighouden. Ook de komst van de computer en de mogelijkheid om thuis te printen heeft de prentkunst niet doen ophouden te bestaan, in tegendeel, vele grafici zoeken de grenzen op van de mogelijkheden die geboden worden van de veelvoud aan printers die momenteel beschikbaar zijn.

## Oplage en afdruk
Het individuele vel dat door het afdrukproces wordt gemaakt, wordt een "afdruk" genoemd, het totale aantal afdrukken wordt de "oplage" genoemd. De kunstenaar heeft het voorrecht de oplage te bepalen. Vroeger zorgde de slijtage van de drukplaat er zelf voor dat de hoeveelheid van de drukgrafiek beperkt bleef tot een relatief klein aantal. Van een zink- of koperplaat kunnen gewoonlijk tussen de 20 en de 100 afdrukken gemaakt worden. Sinds de komst van stalen drukplaten is echter een zeer hoge oplage mogelijk.
De oplage bepaalt mee de waarde van een prent. Hoe lager de oplage, hoe waardevoller de afdruk. Een laag afdruknummer binnen de oplage is bij hedendaagse grafiek uitsluitend belangrijk voor droge naald etsen, omdat enkel bij deze techniek elke volgende afdruk grotere plaatslijtage veroorzaakt.
De kunstenaar noteert op iedere afdruk, niet op de drukplaat, met potlood zijn of haar naam en het afdruknummer met achter een schuine streep het totaal aantal reguliere afdrukken in gewone cijfers. De eigenlijke oplage is bijna altijd groter, want deze bevat naast de reguliere afdrukken ook proefdrukken (zogenaamde “épreuves d’artiste”, aangeduid met de letters EA, waarvan het afdruknummer en oplagenummer in Romeinse cijfers is weergegeven) en persoonlijke afdrukken van de kunstenaar (ongesigneerd zonder nummering). Het potlood wordt gebruikt omdat een potloodhandtekening moeilijk te wissen of te veranderen is zonder de papiervezels te beschadigen. De handtekening staat meestal in de rechter benedenhoek, het afdruknummer en de oplage in de linkerbenedenhoek. De titel van de prent, indien aanwezig, staat gewoonlijk in het midden.
Zodra de afdrukken van een gemaakt zijn, is het gebruikelijk om de drukplaat onbruikbaar te maken, door bijvoorbeeld meerdere gekruiste lijnen over de afbeelding op de plaat te snijden. Van sommige bekende kunstenaars, zoals van Francisco Goya, zijn de platen echter bewaard gebleven en werden of worden op een latere datum, ook na het overlijden van de kunstenaar, een nieuwe reeks afdrukken gemaakt. In dit geval spreekt men van “edities”, waarbij de oorspronkelijk edities de meest waardevolle zijn.

## Grafische technieken
- Diepdruk:
  - Gravure
  - Ets
  - Droge naald
  - Mezzotint
  - Aquatint
  - Suikerets
  - Collografie
  - Carborundumdruk
- Hoogdruk
  - Blinddruk
  - Houtgravure
  - Houtsnede
  - Kartondruk
  - Linosnede
  - Aardappeldruk
- Vlakdruk
  - Lithografie
  - Monoprint
  - Offsetdruk
- Doordruk
  - Zeefdruk
  - Sjabloondruk
  - Stencildruk
- Fotografie
- Gewassen inkt
- Monoprint

## Enkele etsers
Etsen is een graveertechniek (diepdruk) die in koper of staalplaat uitgevoerd wordt. Bij de 'droge naald-techniek' wordt direct in de platen gekrast; een andere techniek gebruikt een waslaag en een zuurbad.
- Pierre Alechinsky
- Abraham Bosse
- Marius Bauer
- Max Beckmann
- Fred Bervoets
- William Blake
- Jacques Callot
- Mary Cassatt
- Jean-Baptiste Corot
- Jules De Bruycker
- Edgar Degas
- Honoré Daumier
- Jim Dine
- Albrecht Dürer
- James Ensor
- Lucian Freud
- Francisco Goya
- Dirk van Gelder
- Han van Hagen
- Stanley William Hayter
- Anton Heyboer
- Tim Hinterding
- David Hockney
- William Kentridge
- Simon Koene
- Käthe Kollwitz
- Eugène Leroy
- Lucas van Leyden
- Édouard Manet
- John Marin
- Jan Montyn
- Pablo Picasso
- Giovanni Battista Piranesi
- Germaine Richier
- Rembrandt van Rijn
- Félicien Rops
- Gerard van Rooy
- Hercules Seghers
- Giovanni Domenico Tiepolo
- Giambattista Tiepolo
- Jacques Villon
- Jan Weissenbruch
- James McNeill Whistler
- Willem Witsen
- Caroline Koenders

## Bekend door houtsnedes
Bij een houtsnede ontstaat de grafische werking door middel van contrasterende kleurvlakken.
- Ernst Barlach
- Leonard Baskin
- Christiane Baumgartner[3]
- Jozef Cantré
- Jan-Frans Cantré
- Jim Dine
- Albrecht Dürer
- Maurits Cornelis Escher
- Helen Frankenthaler
- Hendrik Goltzius
- Erich Heckel
- Katsushika Hokusai
- Ando Hiroshige
- Wassily Kandinsky
- Ernst Ludwig Kirchner
- Käthe Kollwitz
- Jan Lievens
- Fang Lijum
- Franz Marc
- Frans Masereel
- Joris Minne
- Edvard Munch
- Emil Nolde
- Goedele Peeters[4]
- Karl Schmidt-Rottluff
- Giuseppi Scolari
- Henri Van Straten
- Rineke Hollemans
- Charles Doudelet

## Bekende lithografen
Lithografie wordt ook steendruk genoemd.
- Maurits Cornelis Escher
- Henri Cassiers
- Marc Chagall
- Honoré Daumier
- Aart van Dobbenburgh
- Henri de Toulouse-Lautrec
- Marino Marini
- Aimé Maeght
- Joan Miró
- Alfons Mucha
- Edvard Munch

## Drukkerijen, ateliers en uitgeverijen van grafiek
- Amsterdams Grafisch Atelier, Amsterdam
- Grafisch Werkcentrum Amsterdam, Amsterdam
- Boekiewoekie, Jan Voss, Amsterdam
- Steendrukkerij, Amsterdam
- Plaatsmaken, Arnhem
- Stichting de Grafische Werkplaats, Den Haag
- Stichting Grafisch Atelier Hilversum, Hilversum
- Knust, Nijmegen
- Fondation Maeght, Parijs
- Edition Staeck Klaus Staeck, Heidelberg
- Walther König, Keulen
- Frans Masereel Centrum, Kasterlee
- Grafisch Atelier Daglicht, Eindhoven
- Uitgeverij Muurkranten, Brugge